# Sztaluga

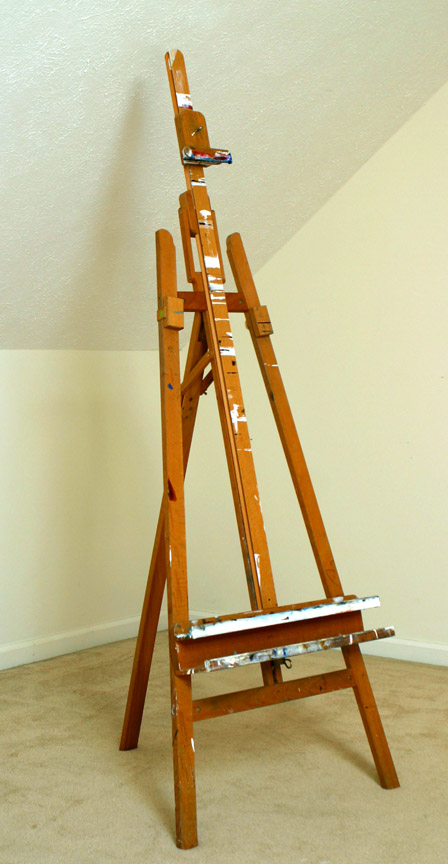
Sztaluga

Sztaluga (z niem. Stellung „pozycja, ustawienie, znajdowanie się”) – stojak, najczęściej o trzech nogach, skonstruowany z drewnianych listew, na którym malarz umieszcza na odpowiadającej mu wysokości obraz w czasie malowania.
W dziejach malarstwa występowały różne rodzaje sztalug o zróżnicowanych kształtach; używane obecnie typy, zarówno cięższe pracowniane, jak i lekkie składane, plenerowe, wykształciły się w XIX wieku.